# William Montgomery (Politiker, 1818)

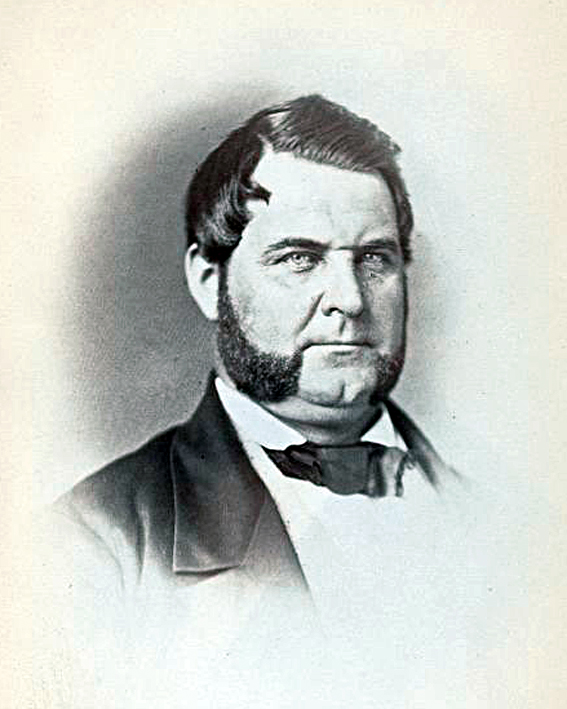
William Montgomery (1859)

William Montgomery (* 11. April 1818 in Canton, Washington County, Pennsylvania; † 28. April 1870 in Washington, Pennsylvania) war ein US-amerikanischer Politiker. Zwischen 1857 und 1861 vertrat er den Bundesstaat Pennsylvania im US-Repräsentantenhaus.

## Werdegang
William Montgomery genoss eine gute Grundschulausbildung. Im Jahr 1839 absolvierte er das Washington College. Nach einem anschließenden Jurastudium und seiner 1841 erfolgten Zulassung als Rechtsanwalt begann er in Washington in diesem Beruf zu arbeiten. Im Jahr 1845 war er dort auch Bezirksstaatsanwalt. Gleichzeitig schlug er als Mitglied der Demokratischen Partei eine politische Laufbahn ein. Im Jahr 1854 kandidierte er noch erfolglos für den Kongress.
Bei den Kongresswahlen des Jahres 1856 wurde Montgomery dann aber im 20. Wahlbezirk von Pennsylvania in das US-Repräsentantenhaus in Washington, D.C. gewählt, wo er am 4. März 1857 die Nachfolge von Jonathan Knight antrat. Nach einer Wiederwahl konnte er bis zum 3. März 1861 zwei Legislaturperioden im Kongress absolvieren. Diese waren von den Ereignissen im unmittelbaren Vorfeld des Bürgerkrieges geprägt. Im Jahr 1860 verzichtete er auf eine weitere Kandidatur.
Nach dem Ende seiner Zeit im US-Repräsentantenhaus praktizierte William Montgomery wieder als Anwalt. 1866 strebte er erfolglos die Rückkehr in den Kongress an. Er starb am 28. April 1870 in Washington (Pennsylvania), wo er auch beigesetzt wurde.